# Alfredo Armas Alfonzo
Alfredo Julio Armas Alfonzo (Clarines, Estado Anzoátegui, Venezuela, 6 de agosto de 1921-Caracas, Venezuela, 9 de noviembre de 1990) fue un escritor, crítico, editor, historiador y fotógrafo venezolano. Es tomado como unas de las grandes figuras del realismo mágico, de la literatura fantástica y unos de los pioneros del microrrelato.

## Biografía
Alfonzo pasó su infancia en Puerto Píritu, y más tarde concurrió a sus primeras clases de periodismo en la Universidad Central de Venezuela en Caracas.Trabajó para el Servicio de Correos en Barcelona y para compañías petroleras del oriente venezolano. También fue corresponsal en el oriente venezolano del diario caraqueño El Nacional. Publicó una columna en este diario hasta su muerte en 1990. Fue fundador de la revista literaria Jagüey, y organizó y presidió la primera conferencia de la Asociación Venezolana de Periodistas.
Alfonzo continuó escribiendo para varios periódicos y fundó y dirigió revistas como El Farol y Nosotros, además de trabajar para el gobierno y para la «Creole Petroleum Corporation» (compañía petrolera).

## Trayectoria literaria
En 1949 publicó Los Cielos de la Muerte. En 1962 renunció a la Creole Petroleum Corporation y comenzó a trabajar en la Universidad de Oriente, donde creó la Dirección de Cultura. En 1969 recibió el Premio Nacional de Literatura. Entre 1970 y 1971 se desempeñó como vicepresidente del Instituto Nacional de Cultura y Bellas Artes. En 1975 se unió como miembro de la Comisión Organizadora del Consejo Nacional de Cultura (CONAC). Su obra fue traducida a diversos idiomas, entre ellas ruso, checo, francés, italiano e inglés.

## Estilo
Su obra desarrolla un estilo imaginativo y es conocida por su literatura impresionista, donde el lector está expuesto al mundo particular del autor. Sus personajes se destacan por ser personas modestas, típicamente rurales y que demuestran la esencia del ser nacional venezolano.
Su obra más conocida y que es indicada como su obra cumbre es El osario de Dios. Son más de cien cuentos en los cuales el autor describe su mundo fantástico.

## Obras
Narrativa
- Los cielos de la muerte, 1949
- La cresta del cangrejo, 1951
- Tramojo, 1953
- Los lamederos del diablo, 1956
- Como el polvo, 1967
- P.T.C. Puerto Sucre vía San Cristóbal, 1967
- La parada de Maimós, 1968
- El osario de Dios, 1969
- Los cielos de la muerte, 1970
- Qué de recuerdos, Venezuela, 1971
- Con los brazos abiertos, 1971
- Agosto y otros difuntos, 1972
- Cualquier ocaso, 1972
- Siete güiripas para Don Hilario, 1973
- Cien maúseres, ninguna muerte y una sola amapola, 1975
- Cuentos, 1976
- Las palabras de Guanape, 1976
- La tierra de Venezuela y los cielos de sus santos, 1977
- Angelaciones, 1979
- El bazar de la madama, 1980
- Uno, ninguno, 1980
- Hierra, 1980
- El Tigre: la raíz cercana de la rosa, 1980
- Con el corazón en la boca, 1981
- Este resto de llanto que me queda, 1987
- Cada espina. Tres historias de amor, 1989
- Los desiertos del ángel, 1990[4]

Ensayo
- La tierra de Oriente y su habitante, 1967
- La tierra de Venezuela y los cielos de sus santos, 1971
- Sobre ti, Venezuela, 1972
- Sucre, un estado nuevo, 1976
- Hierra, 1980
- Un pueblo hecho de recuerdos. Clarines bien lejos, 1981
- Uno, ninguno, 1983
- Yerbas, 1983
- Diseño Gráfico en Venezuela, 1985
- Tu Caracas, Machú, 1987
- Venezuela, tierra mágica, 1988